# Mormonia hetaera
Mormonia hetaera är en fjärilsart som beskrevs av Otto Staudinger 1894. Mormonia hetaera ingår i släktet Mormonia och familjen nattflyn. Inga underarter finns listade i Catalogue of Life.